# Diario di un uomo tradito
Diario di un uomo tradito è un romanzo dello scrittore e saggista francese Drieu La Rochelle.

## Trama
Il libro è composto da quattro racconti - «Divorziate», «L'indossatrice», «Il trucco meschino» e «I capricci della gelosia» - sul tema dell'amore e della gelosia nella visione disincantata e pessimistica che Drieu ha dei rapporti. Lo stile è sempre impeccabile, con pochi tratti sufficienti a delineare un personaggio e una situazione. Un'eleganza contrapposta alla banalità ed anche, talvolta, alla volgarità dei comportamenti. L'amore è di per sé tradimento e con questo “la conquista” diviene la solitudine. Mutano i quadri ma al centro vi è sempre la donna, una figura di donna sola quanto interessata al proprio destino nell'orrore della bellezza che sfiorisce velocemente e con essa la possibilità di scegliere. E non viene risparmiato l'uomo, egoista, capace di bassezze e di compromessi, stupidamente orgoglioso. L'umanità vista da Drieu.

### Divorziate
Due donne amiche dalla giovinezza, una sposata l'altra ancora libera, si incontrano a Berlino. Il marito si innamora dell'amica che però non si concede se non dopo che lui si rende libero. La separazione, un breve rapporto e poi l'abbandono, un senso di colpa che tormenta l'amica per aver rovinato un matrimonio. L'incontro, tempo dopo, delle due donne a Parigi, per scoprire che quel senso di colpa non aveva ragion d'essere perché l'abbandono ha dato nuova vita e personalità all'amica.

### L'indossatrice
Una bella indossatrice si innamora di un giovane giornalista figlio di una famiglia borghese e poco propenso a dare una sistemazione definitiva alla sua vita. L'aborto, il tempo che passa con lo sfiorire della iniziale bellezza e poi il tradimento di lui. La vita sembra essere finita, così come quel minimo di prosperità che le dava il suo lavoro, il pensiero di ucciderlo ma alla fine proprio la gelosia reciproca riesce a fermare la comune distruzione.

### Il trucco meschino
La relazione tra una bella donna e un uomo sgradevole e brutto nasconde un segreto. Un patto lega i due: lui non la tocca, la esibisce solo in pubblico. Entrambi hanno un amante, lui per non cadere in tentazione e mancare all'accordo, lei si è innamorata di un uomo giovane ma povero. Questo il miserabile compromesso che li unisce.

### I capricci della gelosia
Un uomo ama una donna solo perché è geloso delle ombre del suo passato e quando queste ombre si concretizzano, ha modo di conoscerle, di confrontarle con se stesso finisce anche l'amore. La donna lo sa, sa perfettamente che cosa fa da collante per quel rapporto ma nulla può fare per evitare l'incontro con il passato che alimenta la gelosia e quindi anche l'amore e il presente. Come temeva, svelato il passato finisce anche l'amore

## Edizioni
- Drieu La Rochelle, Diario di un uomo tradito, traduzione di Anna Zenetello, Sellerio, 1992,  p. 88, ISBN.